# Raymond de Got
Raymond de Got (Villandraut, ... – Avignone, 26 giugno 1310) è stato un cardinale francese.
Appartenente all'illustre famiglia aquitana dei de Got, era nipote di papa Clemente V e del di lui fratello, cardinale Bérard de Got. Era inoltre cugino del cardinale Raimondo Guglielmo des Fargues.

## Biografia
Fu arcidiacono di Sens e decano di York. Il 15 dicembre 1305 fu nominato cardinale diacono di Santa Maria Nuova dallo zio, papa Clemente V. Nominato legato pontificio in Italia, insieme al cardinale Niccolò Alberti, per l'incoronazione a re d'Italia di Enrico VII, futuro Imperatore, ma non vi poté partecipare in quanto morì prima di partire. La sua salma fu inumata nella chiesa di Santo Stefano ad Agen. 